# 10097 Humbroncos
10097 Humbroncos è un asteroide della fascia principale. Scoperto nel 1991, presenta un'orbita caratterizzata da un semiasse maggiore pari a 2,2381990 au e da un'eccentricità di 0,1162241, inclinata di 7,14280° rispetto all'eclittica.